# 課税要件
課税要件（かぜいようけん、ドイツ語: Steuertatbestand）とは、納税義務の成立要件（納税義務を成立させるために必要な法律要件）をいう。租税構成要件、租税要件とも呼ばれる。

## 概要
納税義務は、法律が定める一定の要件が充足された場合に成立する。この一定の要件が課税要件であり、主要な課税要件としては、納税義務者（租税債務者）、課税物件、課税物件の帰属、課税標準、税率の5つが挙げられる。
すなわち、ある者が納税義務者に該当し、その者と課税物件との間に一定の帰属の関係があり、その課税物件について課税標準が算定でき、その課税標準に税率を適用して税額が確定できる場合に、その者に納税義務が成立することになる。
また、課税要件の1つとして、上記5つのほかに、課税・徴収権者（国又は地方公共団体）が該当するが、この存在は前提とするため、納税義務の成立要件として考える場合には課税要件から除外される。

## 課税要件
納税義務者（租税債務者）
納税義務者とは、租税法律関係において租税債務を負担する者をいう。
課税物件
課税の対象となる物、行為、事実のことをいう。
消費税法では「課税の対象」、地方税法では「課税客体」と呼ぶ。
課税物件の帰属
納税義務者と課税物件の結びつきをいう。
課税標準
課税物件を金額・価額・数量などで表したものをいう。
金額・価額を課税標準として課される租税を従価税といい、数量を課税標準として課される租税を従量税という。
税率
税額を計算するため、課税標準に対して適用される比率のことである。
課税・徴収権者（国又は地方公共団体）
納税義務者の相手方となる者をいう。
理論的には、納税義務の成立のための要件の1つに含められるべきであるが、この存在は当然のこととして前提とされているため、納税義務の成立要件としての課税要件を考える際には、この要件を除いて差し支えないとされる。

## 課税要件法定主義・課税要件明確主義
租税法律主義（日本国憲法第84条）の内容の一部として、「課税要件法定主義」と「課税要件明確主義」の2つが挙げられる。
課税要件法定主義とは、課税要件の全てと租税の賦課・徴収の手続きは法律によって規定されなければならないという考えである。
課税要件明確主義とは、課税要件の全てと租税の賦課・徴収の手続きに関する規定は一義的で明確でなければならないという考えである。